# Man on the Moon (cançó)
«Man on the Moon» és el vint-i-unè senzill de la banda estatunidenca R.E.M., el segon extret de l'àlbum Automatic for the People, el 9 de novembre de 1992 per Warner Bros. Records.
Les lletres van ser escrites per Michael Stipe, mentre que la música va ser composta per Bill Berry i Peter Buck. La recepció va ser molt positiva per la crítica i també per l'audiència ja que es manté com una de les cançons més populars de la banda. Es va incloure en diverses compilacions de la banda com In Time: The Best of R.E.M. 1988–2003 i Part Lies, Part Heart, Part Truth, Part Garbage 1982–2011.
Les lletres són un homenatge al còmic estatunidenc Andy Kaufman amb nombroses referències a la seva carrera. El títol de la cançó es va utilitzar com a títol també de la pel·lícula biopic Man on the Moon (1999), dirigida per Milos Forman, i R.E.M. va participar activament en la composició de la banda sonora.

## Producció
Es tracta d'una cançó d'estil country-rock on la música i la lletra es van compondre independentment. De fet, la cançó va arribar a les sessions d'enregistrament de l'àlbum a Seattle com una demo instrumental amb el títol provisional C to D Slide per un acord de la tornada. Stipe volia que s'inclogués a l'àlbum com a tema instrumental, però els seu companys de banda, que havien compost la música, van insistir que intentés escriure una lletra pel tema. Ja durant l'última setmana d'enregistrament, Stipe va compondre la cançó caminant per Seattle, escoltant la melodia en un walkman i inspirat per la figura d'Andy Kaufman. L'endemà van enregistrar la cançó i el dia següent ja es va masteritzar. La lletra no explica una història convencional sinó una col·lecció de referències culturals, imatges i idees relacionades amb la figura d'Andy Kaufman. Entre aquestes referències hi ha la imitació d'Elvis Presley, el seu treball amb els lluitadors Fred Blassie i Jerry Lawler o la pel·lícula My Breakfast with Blassie. També es comenten teories i conspiracions sobre l'aterratge humà a la Lluna, la mort d'Elvis Presley o que el mateix Kaufman fingís la seva pròpia mort.
Va ser publicada com a segon senzill de l'àlbum Automatic for the People i va arribar al trentè lloc de la llista estatunidenca de senzills, i el divuitè de la britànica. La crítica va rebre molt positivament la cançó, destacant-la com una de les millors del seu repertori, i també valorant positivament la composició i interpretació de Stipe.
El videoclip de promoció va ser dirigit per Peter Care i filmat durant tres dies a Lancaster (Estats Units) a l'octubre de 1992. Stipe és el protagonista del videoclip vestit amb un barret cowboy caminant pel marge d'una carretera i entra en un restaurant de carretera. Els altres membres de R.E.M. també apareixen al videoclip interpretant altres personatges amb els quals interacciona Stipe. La sinopsi s'interromp amb imatges relacionades amb la Lluna, com aterratges lunars de la NASA o la pel·lícula Le Voyage dans la Lune (1902) de Georges Méliès, i actuacions de Kaufman.

## Llista de cançons
Totes les cançons foren escrites i compostes per Bill Berry, Michael Stipe, Peter Buck i Mike Mills, excepte les indicades. 
| 1.            | «Man on the Moon» (versió àlbum) | 5:12 |
| 2.            | «New Orleans Instrumental No. 2» | 3:47 |
| Durada total: | Durada total:                    | 8:59 |

| 1.            | «Man on the Moon» (edit)         | 4:39  |
| 2.            | «Turn You Inside-Out»            | 4:15  |
| 3.            | «Arms of Love» (Robyn Hitchcock) | 3:35  |
| Durada total: | Durada total:                    | 12:29 |

| 1.            | «Man on the Moon»                | 5:12  |
| 2.            | «Fruity Organ»                   | 3:26  |
| 3.            | «New Orleans Instrumental No. 2» | 3:48  |
| 4.            | «Arms of Love» (Hitchcock)       | 3:35  |
| Durada total: | Durada total:                    | 16:01 |

| 1.            | «Man on the Moon» (edit) | 4:39 |
| 2.            | «Turn You Inside-Out»    | 4:15 |
| Durada total: | Durada total:            | 8:54 |